# Las Vegas Coyotes
Die Las Vegas Coyotes waren ein US-amerikanisches Inlinehockeyfranchise aus Las Vegas im Bundesstaat Nevada. Es existierte im Jahr 1999 und nahm an einer Spielzeit der professionellen Inlinehockeyliga Roller Hockey International teil. Die Heimspiele des Teams wurden in der Santa Fe Arena ausgetragen.

## Geschichte
Nachdem das Franchise im Spieljahr 1997 pausierte, war es zunächst geplant gewesen, das Team nach Phoenix im Bundesstaat Arizona zu verlegen. 
Das Team wurde schließlich vor der Saison 1999 von Oklahoma City im Bundesstaat Oklahoma, wo es als Oklahoma Coyotes spielte, nach Las Vegas im Bundesstaat Nevada umgesiedelt. Das Team sollte im Thomas & Mack Center spielen, welches zuvor im Jahr 1994 die Heimat der Las Vegas Flash gewesen war.
In der Spielzeit 1999 qualifizierten sich die Coyotes für die Playoffs um den Murphy Cup. In diesen unterlagen sie knapp im Viertelfinale den San Jose Rhinos. Chris McSorley war General Manager und Cheftrainer des Teams.
1999 hatten die Coyotes einen Zuschauerschnitt von 767 und fanden sich im Vergleich der anderen Teams im unteren Drittel wieder. Der Zuschauerkrösus San Jose Rhinos hatte einen Schnitt von 4131, während lediglich 304 Zuschauer die Spiele der Minnesota Blue Ox besuchen wollten.
Die Teamfarben waren Rot, Gold und Schwarz.

## Saisonstatistik
Abkürzungen: Sp = Spiele, S = Siege, N = Niederlagen, OTN = Niederlagen nach Overtime oder Shootout, Pkt = Punkte, T = Erzielte Tore, GT = Gegentore
| Saison | Sp | S  | N | OTN | Pkt | T   | GT  | Platz       | Playoffs                                            |
| 1999   | 26 | 16 | 7 | 3   | 35  | 144 | 123 | 2., Western | Niederlage im Conference-Halbfinale, 5:6 (San Jose) |

## Bekannte Spieler
- Derek Booth
- Rich Bronilla
- Jakub Ficenec
- Daniel Larin
- Rob Pallin
- Kostjantyn Symtschuk